# Kathleen Barr
Kathleen Barr, född 6 april 1967 i Toronto i Ontario, är en kanadensisk röstskådespelerska. Hon är mest känd för att göra den engelska originalrösten till Marie Kanker (på svenska kallad Marie Kratz) och Kevin i Ed, Edd & Eddy, samt Trixie Lulamoon och Drottning Chrysalis, i My Little Pony: Vänskap är magisk. Hon har också givit röst åt bland annat Dot Matrix i ReBoot, Kaiko Nekton i Djupet och Wheezie i Dragon Tales.